# Singapore Sling
Il Singapore Sling è un cocktail ufficiale International Bartenders Association. Venne creato nel 1915 da Ngiam Tong Boon, barman dell'hotel Raffles di Singapore.

## La storia
La bevanda è stata creata tra il 1899 e il 1915 presso il Raffles Hotel. Simon Diffords ha scritto che la bevanda era originariamente una versione "fatta in casa" del sling gin di Nghiam. All'epoca era indecente per le donne bere alcolici in pubblico, così Nghiam fece in modo che il cocktail avesse l'aspetto di un succo di frutta, in modo che le donne potessero berlo. D'altra parte, David Vondrich di Esquire ha affermato che la bevanda è stata creata nel 1890 e non è stata associata a Raffles fino agli anni Venti.
La ricetta originale della fionda di Singapore è discussa. Questo perché la ricetta originale è andata perduta dopo gli anni '30, quando l'hotel ha smesso di servire questa bevanda. Embury scrisse in The Fine Art of Mixing Drinks: "Di tutte le ricette pubblicate [per questa bevanda], non ne ho mai viste due uguali". Il Times descrive la "ricetta originale" come una miscela di due parti di gin con una parte di liquore alla ciliegia e una parte di succo di arancia, ananas e lime. La ricetta dell'hotel è stata ricreata da una nota del visitatore del 1936.
Il Singapore Sling fa parte della categoria Modern Classics dell'IBA (International Bartenders Association).

## Imbragature Genie
Lo Sling gin, introdotto nel 1790, era una bevanda nordamericana a base di gin, aromatizzata, zuccherata e servita fredda. Il "Singapore Sling" è stato documentato già nel 1930 come ricetta nel Savoy Cocktail Book: gli ingredienti sono un quarto di succo di limone, un quarto di gin secco, metà di brandy di ciliegie: "Agitare bene e filtrare in un bicchiere di medie dimensioni riempito con soda water. Aggiungere 1 cubetto di ghiaccio".

## Composizione
- 3 cl di gin
- 1,5 cl di Heering Cherry Liqueur
- 0,75 cl di triple sec
- 0,75 cl di DOM Benedictine
- 1 cl di granatina
- 12 cl di succo d'ananas
- 1,5 cl di succo di lime fresco
- 1 spruzzo di angostura

## Preparazione
Nel bicchiere di preparazione aggiungere 3 cl di gin, 1,5 cl di Heering Cherry Liqueur, 0,75 cl di triple sec, 0,75 cl di benedictine, 1 cl di granatina, 1,5 cl di succo di lime, 12 cl di succo d'ananas, uno spruzzo di angostura. Versare il tutto in uno shaker pieno di ghiaccio ed agitare. Filtrare in un bicchiere highball precedentemente riempito di ghiaccio. Guarnire con una fettina d'ananas e con una ciliegia al maraschino.